# Tasso Azevedo
Tasso Rezende de Azevedo é um engenheiro florestal, consultor e empreendedor social nas áreas de sustentabilidade, floresta e clima. Atualmente é coordenador geral da iniciativa MapBiomas, uma rede formada por mais de 70 organizações, entre ONGs, universidades e startups de tecnologia, que reúne e publica dados para monitorar o uso da terra e da água nos biomas brasileiros e combater o desmatamento e as queimadas. Também Preside o Comite Coordenador do Projeto Conexão Povos da Floresta.
Entre outros projetos de destaque, Azevedo foi fundador do Instituto de Manejo e Certificação Florestal e Agrícola (Imaflora), idealizador do Fundo Amazônia e co-criador do Sistema de Estimativa de Emissões de Gases de Efeito Estufa (SEEG) do Observatório do Clima que coordendou entre 2012 e 2022.

## Biografia
Azevedo se graduou em engenharia florestal pela Escola Superior de Agricultura Luiz de Queiroz (ESALQ) da Universidade de São Paulo, em 1994.
Em 1993, junto com seu professor Virgílio Viana e o indigenista André Vilas Boas, participou do processo de criação e consulta para o estabelecimento no Brasil do Forest Stewardship Council (FSC), ou Conselho de Manejo Florestal, em português.
Em 1995, foi co-fundador do Instituto de Manejo e Certificação Florestal e Agrícola (Imaflora), organização da qual foi  diretor até 2002.
Em 2003, atuou no Programa Nacional de Florestas e do Co-coordenador do Plano Nacional de Prevenção e Controle do Desmatamento na Amazônia (PPCDAM) e, entre 2006 e 2009, trabalhou na implantação do Serviço Florestal Brasileiro como seu primeiro Diretor Geral. No SFB implantou o Cadastro Nacional de Florestas Públicas, o Fundo Nacional de Desenvolvimento Florestal e as primeira Concessões Florestais do Brasil.
Foi o idealizador da criação do Fundo Amazônia.
Foi co-creador e co-lider da iniciativa Megaflorestais que reune os chefes dos servicos florestais dos paises com maiores areas florestais do planeta.
Criou e liderou duas iniciativas de dados abertos e colaboração entre diversos atores em torno da bandeira de transição para uma economia de baixo carbono: o Sistema de Estimativa de Emissões de Gases de Efeito Estufa (SEEG) e o MapBiomas.
Em 2022 liderou a formação da Rede Conexão Povos da Floresta que tem como objetivo criar uma rede conectando 1 milhão de pessoas em mais de 5 mil aldeias indigenas e comunicades quilombolas e extrativistas da Amazônia.
Azevedo é pesquisador associado do Brazil-Lab na Universidade de Princeton, nos Estados Unidos.
Tasso participa de diversos conselhos de ONGs, empresas e movimentos coletivos.
É co-autor com Claudio Angelo do livro "O Silêncio da Motossera" que narra a saga brasileira para controlar o desmatamento na Amazônia.

## Prêmios e reconhecimento
- Finalista do Prêmio Empreendedor Social 2022 na categoria Inovação em Meio Ambiente,[10] como representante da iniciativa MapBiomas
- Prêmio Audacious (2024)
- Senior Fellow Ashoka desde 2022[6]
- Skoll Award for Social Entrepreneurship (2022)
- Premio Global de Impacto Coletivo da Fundação Schwab e do Forum Economico Mundial (2023)
- Prêmio Muriqui 2019, na categoria especial Pessoa Física[11]
- Bright Award da Universidade de Stanford em 2013[12]